# Radovan Devlić
Radovan Domagoj Devlić (Zagreb, 1950. – Zagreb, 2000.) bio je autor stripova, ilustrator i pisac znanstvene fantastike.
Stripom se profesionalno bavio od 1976. godine. Uglavnom je crtao i pisao povijesne, znanstvenofantastične i satirične stripove. Stripove je objavljivao u raznim revijama i novinama, a svoja djela izlagao je na grupnim i samostalnim izložbama u Zagrebu, Rijeci, Dubrovniku, Puli, Koprivnici, Beogradu, Angoulemeu, Lucci i Bologni. Bio je član grupe autora stripova Novi kvadrat.
Devlić je višestruki dobitnik nagrade SFERA za svoje SF priče.
Strip "Maču Piču" je 1984. godine bio proglašen za najbolji jugoslavenski strip godine - tu nagradu je dodjeljivao omladinski tjednik "Polet" iz Zagreba.

## Bibliogafija (nepotpuna)
- Huljice. Osijek: Ideoteh, 2002.
- Machu Picchu. Bizovac: Ogranak Matice hrvatske Bizovac / Zagreb: Mentor, 2009.
- Rani radovi. Bizovac: Ogranak Matice hrvatske Bizovac, 2009.
- Kraljevstvo, crtež Hrvoje Ružić. Bizovac: Ogranak Matice hrvatske Bizovac, 2011.
- Huljice: A život posta lijep. Bizovac: Ogranak Matice hrvatske Bizovac, 2023.